# اسپلیتر

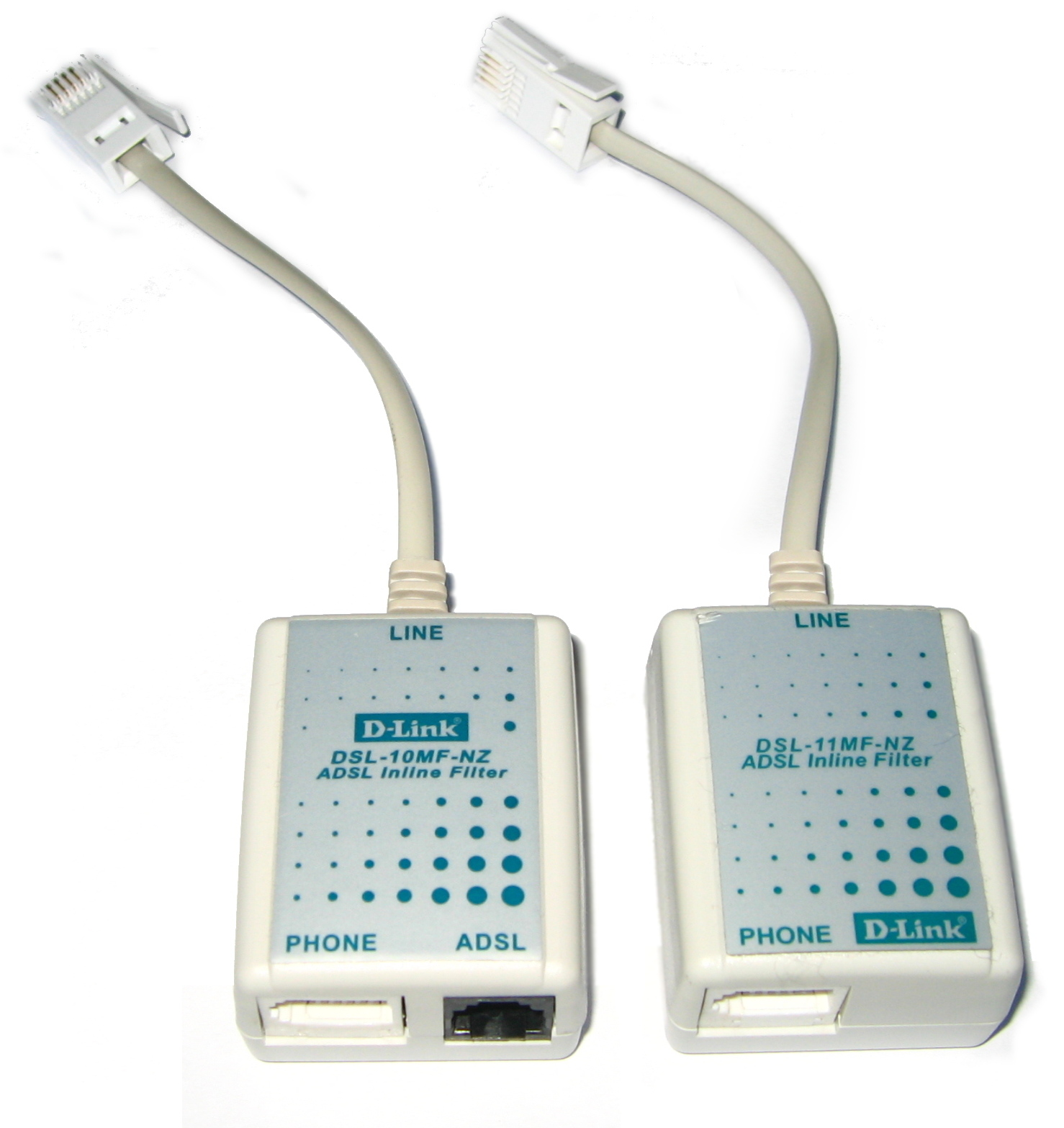

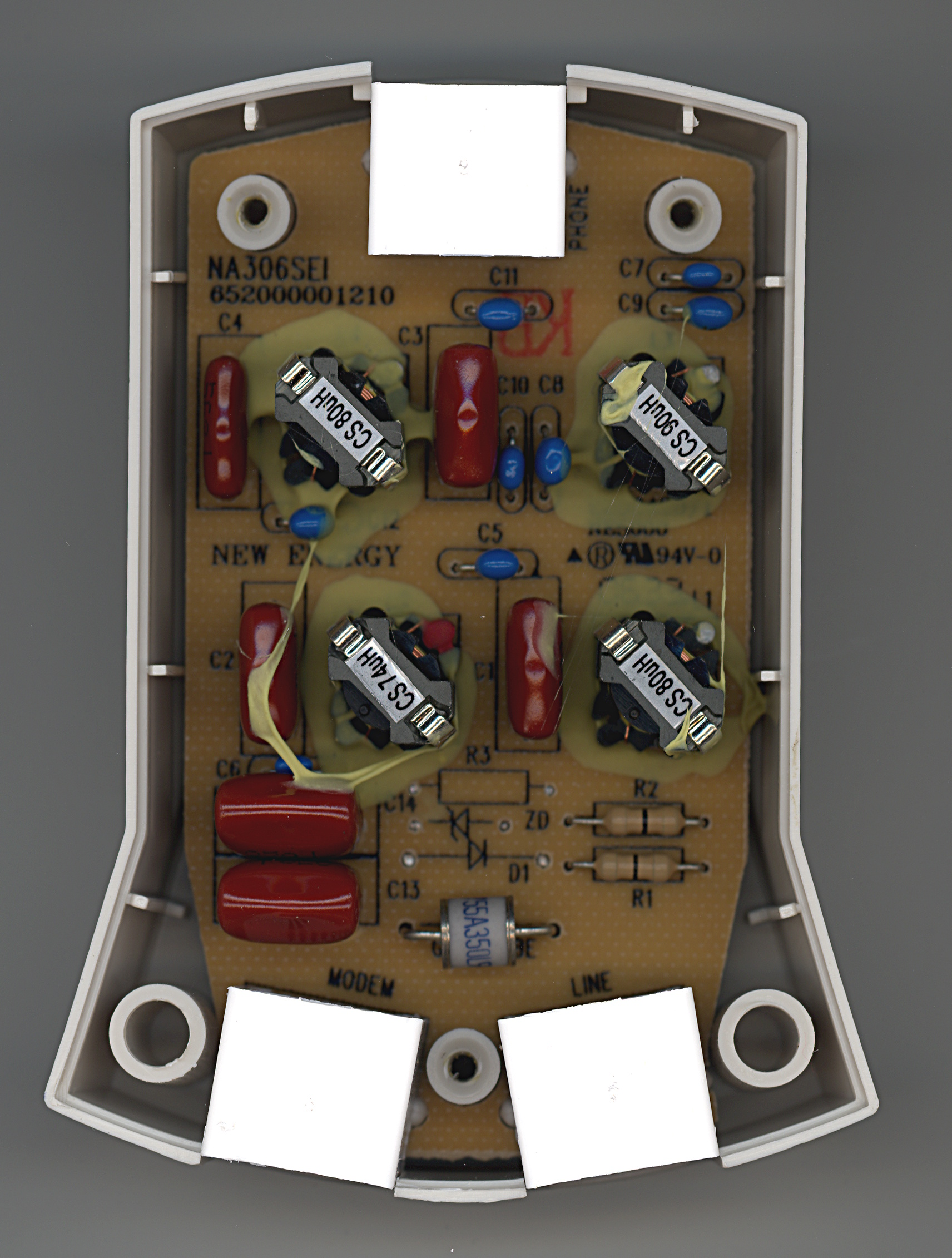

اِسپِلیتر یا میکروفیلتر (به انگلیسی: Micro Filter Splitter) دستگاهی است که در سیستم ADSL، سیگنال‌های صوتی (Voice) و دیتا (Data) را روی خط تلفن تفکیک می‌کند.اسپلیتر در لغت به معنای جدا کننده میباشد .
یکی از مشکلاتی که با راه‌اندازی اینترنت پرسرعت اِی دی اس ال (ADSL) پیش می‌آید، پارازیتی است که در اثر انتقال دیتا، روی خط تلفن پدید می‌آید. این پارازیت باعث می‌شود که هنگام مکالمه، صدای واضحی دریافت و ارسال نشود.

## چگونگی عملکرد
اسپلیتر به گونه‌ای طراحی شده‌است که می‌تواند سیگنال صدا (Voice) را از سیگنالِ داده (Data) جدا کند. این وسیله، مانع از تداخل سیگنال‌ها شده، کیفیت صدا و همچنین دیتا را بالا می‌برد. نبود آن، از طرفی پارازیت صدا و از طرف دیگر، قطع و وصل مداوم اینترنت را به دنبال خواهد داشت.

## محل نصب
بهترین مکان نصب در ورودی خط شهری میباشد . اگر در منزل از فکس یا چند تلفن استفاده مینمایید بهتر است برای هر پریز از یک اسپیلیتر استفاده نمایید.
برای بهترین عملکرد خط ADSL، مناسب است برای هر پریز تلفن، یک اسپلیتر استفاده شود. در واقع به غیر از مودم همهٔ دستگاه‌هایی که از خط تلفن استفاده می‌کنند (مانند: POS، تلفن سانترال، فکس) باید دارای اسپلیتر باشند. به کمک اسپلیتر، پارازیت خط تلفن برطرف خواهد شد.
اسپلیتر یک ورودی و دو خروجی دارد؛ خط تلفن به ورودی وصل می شود و مودم به یک خروجی، و تلفن به خروجی دیگر وصل می‌شود.